# 鼻血
鼻血（はなぢ）とは鼻、特に鼻腔からの出血を意味する。医学的には鼻出血（びしゅっけつ、英: nosebleed、epistaxis）と呼称される。

## 概要
鼻出血は、局所的誘因と全身的誘因のいずれによっても発症する。局所的なものには誘因なく突然起こる突発性鼻出血があり、この場合の大部分は、鼻中隔の前方にあるキーゼルバッハ部位からの出血である。この部位は血管が豊富に分布していることに加え粘膜が薄く、鼻の入り口にあるため傷つきやすい。顕微鏡下でキーゼルバッハ部位を観察すると粘膜直下の細動脈が膨隆し、些細な刺激で破綻を来す状態にあることが確認できる。この他、外傷、炎症、悪性腫瘍などの局所的誘因によっても様々な程度で出血が起こる。
キーゼルバッハ部位からの出血は、圧迫止血法により比較的簡単に止血できる。また鼻の領域の動脈は鼻の付け根の部分を通過しているので、目頭のあいだの鼻の骨の部分を親指と人差し指で両側から圧迫することで止血も出来る。圧迫による止血で間違えやすいのは骨のある硬い部分を圧迫する方法だが、これは間違いで小鼻の柔らかい部分を5-10分ほど強く圧迫することで大抵は止まる。1時間経ってもとまらないのは大体止血方法に問題があることが多い。ティッシュペーパーで圧迫するのは好ましくない。その理由として、抜く際に再び傷をつけてしまい、出血しやすくなるためである。
全身疾患により発症する鼻出血は、局所的誘因によるものと比べ、重篤な経過を辿ることが多い。最も多く見られるのは動脈硬化、腎性高血圧などにおいてであり、次に血液疾患（白血病、血友病、多発性骨髄腫、紫斑病、クリスマス病, Osler-Rendu diseaseなど）に多く見られる。突発性に起こるものは小児に多く、全身的誘因による出血や悪性腫瘍で見られる出血は高齢者に多い。治療に際しては、冷やして圧迫する応急処置をとり、重篤なものに対してはバルーン挿入後、軟膏ガーゼタンポンによる圧迫止血を行う。最も重篤な鼻出血には顎動脈や前篩骨動脈の結紮を行う。
止血しても出血が止まらず大量（洗面器でいっぱいぐらい）の出血をした場合はすぐに救急車を呼び、医師の処置が必要となる。また、頻繁に出血する場合は、一度耳鼻科の診断を受けたほうがよい（アレルギー性鼻炎が原因で鼻を何回もかむことで粘膜が傷ついていることなどがあるため）。同じ場所で鼻出血を繰り返すと、新生した血管が密集するのでより鼻出血しやすい傾向を示す。その様な場合は、耳鼻科的には該当領域の血管を焼き潰すことで治療する方法もある。

## 応急処置
- 脱脂綿やコットンなどのやわらかいもので詰め物をし、やや前屈みの姿勢をとり（血液が喉に回らないようにする）、小鼻の柔らかい部分を5-10分ほど強く圧迫することで大抵は止まる。
- 保冷剤や濡れたタオルなどで鼻を冷やす行為も有効と言われているが、凍傷には注意が必要である。
- 止血を行っても出血が止まらない場合は、早めに耳鼻科を受診したほうがよい。
- あまりに長時間かつ大量の出血は、貧血を引き起こすこともあるので注意し、状況によっては救急車を呼ぶことも考慮する。

## 注意
- 鼻血を外に排出することなく飲んでしまう人や仰向けに寝て止血しようとする人もいるが、喉で血が固まり呼吸困難になったり胃の中で血が固まり障害がおきるなど問題が大きいので避けたほうがよい。
- 鼻血が固められてスライムのような状態で鼻腔から出てくる場合があるが、鼻の機能には問題ない。

## 鼻血に関する迷信
「チョコレート（またはピーナッツ）をたくさん食べると鼻血が出る」と言われるが、医学的な根拠はない。しかし、鼻の粘膜に傷がある場合は糖分摂取による血圧上昇のために鼻血が出る場合もある。一方、チョコレートやコーヒーに含まれるカフェインには、体を興奮させる作用があり、血圧上昇などに働き鼻血を引き起こすとも考えられている。また、俗に「うなじを叩くと鼻血が止まる」と言われることもあるが、こちらも医学的根拠はなく、逆に叩いた衝撃で出血が酷くなることもある。
アニメや漫画、ドラマなどでよく見受けられる性的な興奮状態にあるとき鼻血が出るのは、あくまでも興奮状態にあることを示す漫画的な表現手法であり、性衝動と鼻血に医学的な関連性はない。
変死体（特に水死体）に身内が近づくと鼻血を流すという言い伝えがある。

### 放射線被曝と鼻血との関係
放射線被曝に関して鼻血が象徴的に取り扱われる例があり、東日本大震災後の福島第一原子力発電所事故の際にも話題になった。
鼻血の誘因となる出血傾向が生じるのは、造血機能低下（白血球や血小板が作られなくなる）が現れるとされる500mGy(0.5Gy)以上の被曝線量であり、それほど高い線量の被曝を全身に受けた場合、鼻血だけでなく、鼻粘膜の広範囲な障害、全身の内出血、頭髪の脱毛などが生じることから、重篤な事故の機会であると考えられ、端的にはデマと言える。なお、福島県が実施している内部被曝の調査及び県民健康調査における基本調査においては、内部被曝線量は、調査対象の99.9%以上の1mSv未満、外部被曝線量は、99.8%が5mSv未満、99.9%以上が10mSv未満と影響が生ずる線量と大きく隔たっている。

## 馬の鼻出血
馬の鼻出血は、以下に分類することができる。
1. 外傷性鼻出血
2. 炎症性鼻出血
3. 運動誘発性肺出血
4. 喉嚢真菌症による動脈破裂

いずれも外見上は外鼻孔からの出血に見えるので混同されやすくどれも俗に「鼻血」と呼称されるが、ヒトの「鼻血」に相当する病態すなわち鼻粘膜からの出血は1と2だけである。臨床的には通常1と2は片側性少量、3は両側性中等量、4は動脈性で致死的な大量出血として確認される。近代競馬では競走中に「鼻出血」を発症した競走馬に一定の出走制限措置が課されるが、この場合の「鼻出血」は3の運動誘発性肺出血で定義されており、1, 2, 4は含まれない。運動誘発性肺出血はEIPH（Exercise induced pulmonary hemorrhage）とも呼ばれ、日本の中央競馬においては主催者側の獣医師が内視鏡検査により確定診断する。
| 出血部位     | 色・性状           | 鼻出血 |
| ------------ | ------------------ | ------ |
| 鼻腔・副鼻腔 | 鮮紅色             | 片側性 |
| 喉嚢・咽喉頭 | 鮮紅色             | 両側性 |
| 肺（喀血）   | 鮮紅色、泡沫を含む | 両側性 |
| 胃（吐血）   | 暗黒赤色、悪臭     | 両側性 |

### 鼻出血による出走制限
鼻出血は習慣性で発生することが多いため、中央競馬では初めて発症した場合は1ヶ月、2回目は2ヶ月、3回目以上は一律で3ヶ月は平地競走に出走することができない（但し、発馬機内で暴れてスターティングゲートにぶつかっての場合、または外傷性であれば適用されない）。